# Éditions Belin
Éditions Belin és una editorial francesa fundada el 1777 i especialitzada en llibres per a universitaris, escolars i para-escolars. Avui dia constitueix en teoria l'editorial més antiga i independent de tot França. Des del 30 d'octubre del 2014, l'empresa Scor en posseeix el 100% del capital, posant fi al seu passat d'accionariat familiar. Fou fundada per François Bellin (1748-1808) i uns deu anys després la Universitat de París escull la seva editorial per premiar els alumnes amb bons resultats. S'encarregà de la publicació de la Constitució Francesa decretada per l'Assemblea Nacional Constituent francesa i acceptada pel rei durant la Revolució Francesa. Li va valdre l'arrest i després alliberació un cop Robespierre fou també arrestat.